# Adam Levine
Adam Noah Levine (Los Angeles, 1979. március 18. –) amerikai énekes, zeneszerző, vállalkozó, alkalmi színész. A Maroon 5 énekese.

## Életpályája
Tizenéves korában társalapítója volt egy indie rock zenekarnak, a Kara's Flowers-nek. Azonban, miután az egyetlen albumuk, a Fourth World kereskedelmi kudarc lett, az együttes feloszlott. Később Levine vezetésével újra összeálltak és James Valentine-nal megalapították a Maroon 5-ot. A zenekar mára jelentős sikereket ért el, valamint mind a négy stúdióalbumuk platinalemez lett az USA-ban. Levine 3-szoros Grammy-díjas, kétszer nyerte el a Billboard Music Awardot, kétszer az American Music Awardot, egyszer az MTV Video Music Awardot, és egyszer a World Music Awardot, mindegyiket az együttessel.
2011 óta a The Voice zsűrijének tagja, az első évad győztese, Javier Colon is az ő mentoráltja volt. 2012-ben debütált színészként egy visszatérő karakter személyében az American Horror Story című televíziós horror sorozat második évadában.
Levine vállalkozó is egyben, 2013-ban piacra dobta saját parfümillatát, valamint együtt dolgozott a Kmart-tal és a ShopYourWay.com-mal ruházati cikkek és kiegészítők tervezése és fejlesztése érdekében. Saját lemezkiadója is van, melyet 222 Records-nak nevezett el. A The Hollywood Reporter 2013-as jelentése szerint nagy befolyása van az üzleti életben, és becslések szerint évi jövedelme elérheti a 35 millió dollárt, melybe beletartozik az a 10-12 millió dollár, melyet az NBC fizet neki a The Voice minden egyes évadáért.
Felesége Behati Prinsloo, akivel kisebb megszakításokkal 2012 óta él párkapcsolatban. 2014. július 19-én a mexikói Los Cabosban tartották esküvőjüket. 2016 szeptemberében született meg első közös gyermekük Dusty Rose, akit 2018 februárjában követett második lányuk Gio Grace.

## Filmográfia
| Év              | Eredeti cím                   | Magyar cím                         | Szerep            | Magyar hang | Jegyzet                        |
| --------------- | ----------------------------- | ---------------------------------- | ----------------- | ----------- | ------------------------------ |
| 1997            | Beverly Hills, 90210          | Beverly Hills 90210                | önmaga            |             | 1 epizód (Forgive and Forget)  |
| 2005–2014       | Saturday Night Live           |                                    | önmaga            |             | 7 epizód                       |
| 2005            | Email!                        |                                    | számítógép (hang) |             | rövidfilm                      |
| 2009            | 30 Rock                       |                                    | önmaga            |             | 1 epizód (Kidney Now!)         |
| 2009            | Band Hero                     |                                    | önmaga (hang)     |             | videó játék                    |
| 2011–napjainkig | The Voice (amerikai széria)   |                                    | önmaga (zsűri)    |             |                                |
| 2012            | American Horror Story: Asylum | Amerikai Horror Story: Zártosztály | Leo Morrison      |             | 5 epizód                       |
| 2013            | Begin Again                   | Szerelemre hangszerelve            | Dave Kohl         | Nagy Ervin  | film                           |
| 2013            | Family Guy                    | Family Guy                         | önmaga (hang)     |             | 1 epizód (Quagmire's Quagmire) |
| 2015            | Unity                         |                                    | narrátor          |             | dokumentumfilm                 |
| 2015            | Pitch Perfect 2               | Tökéletes hang 2.                  | önmaga            |             | Cameoszerep                    |

## Fordítás
Ez a szócikk részben vagy egészben  az   Adam Levine című angol Wikipédia-szócikk fordításán alapul.  Az eredeti cikk szerkesztőit annak laptörténete sorolja fel. Ez a jelzés csupán a megfogalmazás eredetét és a szerzői jogokat jelzi, nem szolgál a cikkben szereplő információk forrásmegjelöléseként.